# Домбаровка (село)
Домба́ровка — село в Домбаровском районе Оренбургской области России. Административный центр Домбаровского сельсовета.

## География
Село Домбаровка расположено на юго-востоке Оренбургской области, в нижнем течении одноимённой реки (бассейна Урала), в 14,4 км по прямой к северо-западу от районного центра, посёлка Домбаровского, в 301 км по прямой к юго-востоку от города Оренбурга.

## История
Населённый пункт под названием Домбарский появился в промежутке между отменой крепостного права и Столыпинской реформой в России. До 17 января 1941 года — административный центр Домбаровского района.
Название села возводят к кахахскому мужскому личному имени Домбар.

## Население
| 2010 |
| ---- |
| 809  |